# Mediana de Aragón
Mediana de Aragón és un municipi d'Aragó situat a la província de Saragossa i enquadrat a la comarca de Saragossa. El 2023 tenia 444 habitants.